# Rally de Francia - Alsacia de 2014
El Rally de Alsacia de 2014, oficialmente 5.º Rallye de France - Alsace, fue la quinta edición y la undécima ronda de la temporada 2014 del Campeonato Mundial de Rally. Se celebró del 3 al 5 de octubre y contó con un itinerario de dieciocho tramos sobre asfalto que sumaron un total de 303,63 km cronometrados. Fue también la undécima ronda de los campeonatos WRC 2 y WRC 3 y la quinta del campeonato junior.
El francés Sébastien Ogier llegaba a Francia como líder del campeonato con una ventaja de cincuenta puntos  sobre Jari-Matti Latvala, por lo que le bastaba con sumar seis puntos más que su compañero para asegurarse el título de pilotos de manera matemática. Sin embargo Ogier sufrió problemas en los primeros compases de la prueba. Primero tuvo problemas con la caja de cambios de su VW Polo R WRC que permitió que sus compañeros de equipo lo adelantasen en pleno tramo y luego una penalización de cuatro minutos lo hizo caer al fondo de la clasificación de la prueba muy lejos de la zona de puntos.
El ganador fue el finés del equipo Volkswagen Jari-Matti Latvala que logró su primera victoria sobre asfalto en una prueba del campeonato del mundo. En el podio lo acompañaron Andreas Mikkelsen y Kris Meeke. La última vez que un piloto finlandés había ganado una prueba sobre asfalto en el WRC había sido Tommi Mäkinen en el Rally de San Remo de 1999.
En la categoría WRC 2 venció el francés Gilbert Quentin con un Ford Fiesta R5 y en la categoría junior el británico Alastair Fisher, mientras que Stéphane Lefebvre que finalizó cuarto se proclamaba campeón a falta de una prueba. Sin embargo un mes después de la prueba la organización excluyó de la prueba a todos los Citroën DS3 R3T debido a un error administrativo en la ficha de homologación por parte de Citroën Racing que además fue sancionada con una multa de 20.000 €. Los puntos del campeonato junior se mantuvieron por lo que el francés, Lefebvre mantuvo el título junior.

## Itinerario y ganadores
| Día   | Tramo | Nombre                           | Distancia | Hora  | Ganador                      | Tiempo  | Vel. m.    | Líder rally        |
| ----- | ----- | -------------------------------- | --------- | ----- | ---------------------------- | ------- | ---------- | ------------------ |
| Día 1 | SS1   | Col de la Charbonnière 1         | 11,11 km  | 08:44 | Jari-Matti Latvala           | 5:34.9  | 119,4 km/h | Jari-Matti Latvala |
| Día 1 | SS2   | Vosges - Pays d'Ormont 1         | 34,34 km  | 09:35 | Andreas Mikkelsen            | 18:33.5 | 111,0 km/h | Andreas Mikkelsen  |
| Día 1 | SS3   | Pays de Salm 1                   | 9,59 km   | 10:24 | Jari-Matti Latvala           | 4:54.6  | 117,2 km/h | Jari-Matti Latvala |
| Día 1 | SS4   | Col de la Charbonnière 2         | 11,11 km  | 14:03 | Andreas Mikkelsen            | 5:35.3  | 119,3 km/h | Jari-Matti Latvala |
| Día 1 | SS5   | Vosges - Pays d'Ormont 2         | 34,34 km  | 14:54 | Jari-Matti Latvala           | 18:31.5 | 111,2 km/h | Jari-Matti Latvala |
| Día 1 | SS6   | Pays de Salm 2                   | 9,59 km   | 15:43 | Jari-Matti Latvala           | 4:53.2  | 117,7 km/h | Jari-Matti Latvala |
| Día 1 | SS7   | Strasbourg                       | 4,67 km   | 20:00 | Dani Sordo Andreas Mikkelsen | 3:35.3  | 78,1 km/h  | Jari-Matti Latvala |
| Día 2 | SS8   | Vallée de Munster 1              | 18,90 km  | 08:30 | Jari-Matti Latvala           | 9:13.1  | 123,0 km/h | Jari-Matti Latvala |
| Día 2 | SS9   | Soultzeren - Le Grand Hohnack 1  | 19,93 km  | 09:12 | Jari-Matti Latvala           | 9:33.4  | 125,1 km/h | Jari-Matti Latvala |
| Día 2 | SS10  | Pays Welche - Riquewihr 1        | 21,49 km  | 09:46 | Jari-Matti Latvala           | 12:04.7 | 106,8 km/h | Jari-Matti Latvala |
| Día 2 | SS11  | Vallée de Munster 2              | 18,90 km  | 12:28 | Jari-Matti Latvala           | 9:06.9  | 124,4 km/h | Jari-Matti Latvala |
| Día 2 | SS12  | Soultzeren - Le Grand Hohnack 2  | 19,93 km  | 13:10 | Sébastien Ogier              | 9:31.4  | 125,6 km/h | Jari-Matti Latvala |
| Día 2 | SS13  | Pays Welche - Riquewihr 2        | 21,49 km  | 13:44 | Sébastien Ogier              | 11:56.9 | 107,9 km/h | Jari-Matti Latvala |
| Día 2 | SS14  | Mulhouse                         | 4,86 km   | 18:00 | Jari-Matti Latvala           | 3:22.8  | 86,3 km/h  | Jari-Matti Latvala |
| Día 3 | SS15  | Foret de la Petite-Pierre 1      | 12,33 km  | 07:30 | Robert Kubica                | 6:10.5  | 119,8 km/h | Jari-Matti Latvala |
| Día 3 | SS16  | Foret de Saverne 1               | 19,36 km  | 08:18 | Sébastien Ogier              | 9:26.9  | 122,9 km/h | Jari-Matti Latvala |
| Día 3 | SS17  | Foret de la Petite-Pierre 2      | 12,33 km  | 10:34 | Mads Ostberg                 | 6:07.2  | 120,9 km/h | Jari-Matti Latvala |
| Día 3 | SS18  | Foret de Saverne 2 (Power Stage) | 19,36 km  | 12:00 | Sébastien Ogier              | 9:20.8  | 124,3 km/h | Jari-Matti Latvala |

## Clasificación final
| Pos.        | Piloto               | Copiloto            | Automóvil             | Tiempo    | Dife.   | Puntos |     |
| WRC         | WRC                  | WRC                 | WRC                   | WRC       | WRC     | WRC    | WRC |
| ----------- | -------------------- | ------------------- | --------------------- | --------- | ------- | ------ | --- |
| 1.          | Jari-Matti Latvala   | Miikka Anttila      | Volkswagen Polo R WRC | 2:38:19.1 | 0.0     | 25 + 1 |     |
| 2.          | Andreas Mikkelsen    | Mikko Markkula      | Volkswagen Polo R WRC | 2:39:03.9 | 0:44.8  | 18     |     |
| 3.          | Kris Meeke           | Paul Nagle          | Citroën DS3 WRC       | 2:55:02.0 | 1:05.3  | 15     |     |
| 4.          | Dani Sordo           | Marc Martí          | Hyundai i20 WRC       | 2:40:07.8 | 1:48.7  | 12     |     |
| 5.          | Mikko Hirvonen       | Jarmo Lehtinen      | Ford Fiesta RS WRC    | 2:40:19.8 | 2:00.7  | 10     |     |
| 6.          | Elfyn Evans          | Daniel Barritt      | Ford Fiesta RS WRC    | 2:41:19.9 | 3:00.8  | 8 + 2  |     |
| 7.          | Mads Ostberg         | Jonas Andersson     | Ford Fiesta RS WRC    | 2:41:21.6 | 3:02.5  | 6      |     |
| 8.          | Thierry Neuville     | Nicolas Gilsoul     | Hyundai i20 WRC       | 2:42:27.5 | 4:08.4  | 4      |     |
| 9.          | Bryan Bouffier       | Xavier Panseri      | Hyundai i20 WRC       | 2:42:32.0 | 4:12.9  | 2      |     |
| 10.         | Martin Prokop        | Jan Tománek         | Ford Fiesta RS WRC    | 2:44:26.6 | 6:07.5  | 1      |     |
| WRC 2       |                      |                     |                       |           |         |        |     |
| 1. (15.)    | Gilbert Quentin      | Renaud Jamoul       | Ford Fiesta R5        | 2:48:56.8 | 10:37.7 | 25     |     |
| 2. (17.)    | Bernardo Sousa       | Hugo Magalhães      | Ford Fiesta RRC       | 2:49:04.9 | 10:45.8 | 18     |     |
| 3. (18.)    | Sébastien Chardonnet | Thibault de la Haye | Citroën DS3 R5        | 2:51:04.1 | 12:45.0 | 15     |     |
| WRC 3, JWRC |                      |                     |                       |           |         |        |     |
| 1. (21.)    | Alastair Fisher      | Gordon Noble        | Citroën DS3 R3T       | 2:57:06.5 | 18:47.4 | 25     |     |
| 2. (22.)    | Eric Camilli         | Maxime Vilmot       | Citroën DS3 R3T       | 2:57:57.4 | 19:38:3 | 18     |     |
| 3. (23.)    | Quentin Giordano     | Valentin Sarreaud   | Citroën DS3 R3T       | 2:58:27.5 | 20:08.4 | 15     |     |